# Ahmad bin 'Abd al-'Aziz Al Sa'ud
Aḥmad bin ʿAbd al-ʿAzīz Āl Saʿūd (in arabo احمد بن عبد العزيز آل سعود‎?; Riad, 5 settembre 1942) è un politico e imprenditore saudita, membro della famiglia reale Āl Saʿūd.

## Primi anni di vita ed educazione
Il principe Aḥmad è nato a Riyad nel 1942, figlio di re ʿAbd al-ʿAzīz e di Ḥaṣṣa bint Aḥmad al-Sudayrī. È il più giovane dei fratelli al-Sudayrī. Il principe Aḥmad è presumibilmente il 31° figlio di re ʿAbd al-ʿAzīz. Da quando suo padre morì, quando lui aveva undici anni, nel 1953, fu allevato dalla madre e dai fratelli. Suo fratello maggiore, re Fahd, era una figura paterna per lui.
Aḥmad ha ricevuto l'istruzione primaria e secondaria nella scuola dei principi e all'al-Anjal Institute di Riyad. Ha completato l'istruzione secondaria nel 1961. Ha studiato l'inglese e alcune materie scientifiche presso la University of Southern California Si è poi laureato presso l'Università di Redlands nel 1968, con un Bachelor of Arts in scienze politiche. Il 26 luglio 1999 gli è stato assegnato un dottorato onorario di Lettere e Filosofia dall'Università di Redlands.

## Carriera
Dopo la laurea, il principe Aḥmad si è dedicato all'attività imprenditoriale. È stato presidente della National Gypsum Company dal 1969 al 1970. Nel 1971, è stato nominato Vice Governatore della Provincia della Mecca, durante il regno di re Fayṣal. Più tardi, re Khālid lo ha nominato Vice ministro dell'Interno nel 1975, mandato che ha mantenuto fino al 18 giugno 2012 quando è stato promosso ministro.
La sua funzione principale, come Vice ministro era quella di stabilire le comunicazioni con le province del regno. Ahmed era anche capo operativo della forza di sicurezza speciale, che risponde direttamente al ministro dell'interno. Questa forza è stata fondata nel 1979 dopo lo scarso rendimento della Guardia Nazionale durante il sequestro della Grande Moschea a La Mecca.
Al principe Aḥmad è stato dato il compito di introdurre riforme nella Provincia Orientale durante i primi anni '80 per migliorare la provincia in cui vive la minoranza sciita del regno. In realtà, questo compito è stato dato a lui sulla scia dei disordini nella provincia del 1979 e per fare osservazioni circa gli effetti della rivoluzione iraniana, sul dissenso della minoranza sciita e sulla sicurezza dell'industria petrolifera. Il principe Aḥmad ha apertamente dichiarato che il governo saudita aveva trascurato la regione ed aveva attivamente discriminato la popolazione sciita. Ha anche promesso massicci investimenti per lo sviluppo delle infrastrutture economiche di Al-Hasa, del sistema educativo e degli altri servizi. Altro compito del principe Aḥmad come vice ministro era quello di coordinare i contatti con gli ʿulamāʾ (i dotti religiosi). Ha anche lavorato come vice presidente della commissione suprema per la sicurezza industriale e presidente del comitato preparatorio per la sicurezza nazionale. Inoltre, è stato vice presidente del Consiglio di difesa civile. Il giornalista saudita Jamāl Khashoggī ha dichiarato che il principe era per lo più coinvolto in questioni amministrative che sulla sicurezza durante il suo mandato come Vice ministro.
Il principe Aḥmad è stato promosso ministro dell'interno il 18 giugno 2012 dopo la morte del principe Nāyef. Ha affermato che non cambierà le principali politiche di sicurezza dell'Arabia Saudita, in quanto il paese ha sperimentato la minaccia di al-Qāʿida in Yemen e l'agitazione tra la minoranza musulmana sciita. La sua nomina a ministro è stato anche considerato come una mossa per segnalare che era la personalità più importante in Arabia Saudita dopo il re ʿAbd Allāh e il principe ereditario Salmān. Tuttavia, il mandato del principe Aḥmad durò fino al 5 novembre 2012 e gli succedette Muḥammad b. Nāyef, fino ad allora Vice ministro dell'Interno. Le ragioni ufficiali per la rimozione del principe Aḥmad sono state le sue dimissioni volontarie. Tuttavia, la sua idea di dividere le forze di sicurezza in unità indipendenti, è stato uno dei motivi reali per il suo licenziamento.
Il principe Aḥmad è stato anche il presidente della Commissione suprema per il hajj durante il suo mandato ministeriale.

### Popolarità
Nawāf ʿObayd ha indicato, nel 2002, i tre membri della Casa Saʿūd più popolari. Il principe Aḥmad è uno di questi, gli altri erano l'allora principe ereditario ʿAbd Allāh e l'allora governatore di Riyāḍ, Salmān. Il principe Ahmad è stato anche visto come uno dei potenziali candidati al trono saudita all'inizio degli anni 2000. Tuttavia, il 27 marzo 2014 è stato sorpassato dal principe Muqrin essendo stato nominato Vice Principe della Corona.
Insieme con all'ex ministro dell'interno, Nāyef b. ʿAbd al-ʿAzīz, il principe Aḥmad è stato segnalato per aver pagato bonus enormi agli agenti di sicurezza di successo, ma hanno anche una reputazione di onestà e di utilizzare l'enorme budget per la sicurezza solo per la missione e non per arricchire loro stessi.

## Attività
Aḥmad ha visitato il Pakistan nel novembre 2005 per tre giorni e ha esaminato l'entità della distruzione causata dal terremoto del Kashmir del 2005 da un aeroplano. Ha promesso di fornire al Pakistan qualunque cosa fosse necessaria per il processo di ricostruzione dopo il terremoto. Ha incoraggiato tutte le nazioni musulmane alla fornitura di aiuti al Pakistan. Egli ha anche condannato il terrorismo e ha dichiarato che era incompatibile con l'Islam. Il principe Aḥmad ha anche chiesto un "muro di confine" tra l'Arabia Saudita e l'Iraq. Il piano per la recinzione è stato avviato nel 2006 ma ha dichiarato più volte che non sarebbe diventato un "muro di separazione".
Il 29 novembre 2010, ha frequentato il Crown Prince Cup, una corsa di cavalli annuale in nome dell'allora principe ereditario Sulṭān, che era in Marocco. Egli ha detto in una conferenza stampa nel 2011 che, per le donne, la guida è contro la legge. Dopo la sua nomina a ministro, con il principe ereditario Salmān, è stato anche sostenitore delle prudenti iniziative di riforma di re ʿAbd Allāh.

## Vita personale
Aḥmad b. ʿAbd al-ʿAzīz ha due mogli con cui ha cinque figlie e sette figli. Suo figlio maggiore, ʿAbd al-ʿAzīz (nato nel 1963), è segretario generale della Società Araba di Oftalmologia. Un altro figlio, Nāyef, è in possesso di un dottorato di ricerca dell'Università di Cambridge ed è colonnello delle forze armate saudite con responsabilità di pianificazione strategica. Una delle figlie del principe Aḥmad, Falwā bint Aḥmad, è sposata con Salmān b. Sulṭān, segretario generale del Consiglio di Sicurezza Nazionale e figlio del defunto principe Sulṭān.
Il principe Aḥmad è presidente onorario della Società di beneficenza araba per l'Alzheimer.

## Albero genealogico
|                                 |                              |                             | Genitori                           |  |  | Nonni |  |  | Bisnonni        |  |  | Trisnonni                     |  |
|                                 |                              |                             |                                    |  |  |       |  |  | Fayṣal Āl Saʿūd |  |  | Turkī bin ʿAbd Allāh Āl Saʿūd |  |
|                                 |                              |                             |                                    |  |  |       |  |  | Fayṣal Āl Saʿūd |  |  | Turkī bin ʿAbd Allāh Āl Saʿūd |  |
|                                 |                              | Hia bint Ḥamad Tamīmī       |                                    |  |  |       |  |  | Fayṣal Āl Saʿūd |  |  |                               |  |
| ʿAbd al-Raḥmān Āl Saʿūd         |                              |                             |                                    |  |  |       |  |  | Fayṣal Āl Saʿūd |  |  |                               |  |
|                                 |                              | Sāra bint Misharī Āl Saʿūd  | Misharī b. ʿAbd al-Raḥmān b. Saʿūd |  |  |       |  |  |                 |  |  |                               |  |
|                                 |                              | Sāra bint Misharī Āl Saʿūd  | Misharī b. ʿAbd al-Raḥmān b. Saʿūd |  |  |       |  |  |                 |  |  |                               |  |
|                                 |                              | Sāra bint Misharī Āl Saʿūd  | …                                  |  |  |       |  |  |                 |  |  |                               |  |
| Abd al-Aziz dell'Arabia Saudita |                              | Sāra bint Misharī Āl Saʿūd  |                                    |  |  |       |  |  |                 |  |  |                               |  |
|                                 |                              | Aḥmad al-Kabīr al-Sudayrī   | Muḥammad b. Turkī al-Sudayrī       |  |  |       |  |  |                 |  |  |                               |  |
|                                 |                              | Aḥmad al-Kabīr al-Sudayrī   | Muḥammad b. Turkī al-Sudayrī       |  |  |       |  |  |                 |  |  |                               |  |
|                                 |                              | Aḥmad al-Kabīr al-Sudayrī   | …                                  |  |  |       |  |  |                 |  |  |                               |  |
| Sāra bint Aḥmad al-Sudayrī      |                              | Aḥmad al-Kabīr al-Sudayrī   |                                    |  |  |       |  |  |                 |  |  |                               |  |
|                                 |                              | …                           | …                                  |  |  |       |  |  |                 |  |  |                               |  |
|                                 |                              | …                           | …                                  |  |  |       |  |  |                 |  |  |                               |  |
|                                 |                              | …                           | …                                  |  |  |       |  |  |                 |  |  |                               |  |
| 'Ahmad dell'Arabia Saudita      |                              | …                           |                                    |  |  |       |  |  |                 |  |  |                               |  |
|                                 | Muḥammad al-Kabīr al-Sudayrī | Aḥmad al-Kabīr al-Sudayrī * |                                    |  |  |       |  |  |                 |  |  |                               |  |
|                                 | Muḥammad al-Kabīr al-Sudayrī | Aḥmad al-Kabīr al-Sudayrī * |                                    |  |  |       |  |  |                 |  |  |                               |  |
|                                 | Muḥammad al-Kabīr al-Sudayrī | …                           |                                    |  |  |       |  |  |                 |  |  |                               |  |
| Aḥmad al-Sudayrī                | Muḥammad al-Kabīr al-Sudayrī |                             |                                    |  |  |       |  |  |                 |  |  |                               |  |
|                                 |                              | …                           | …                                  |  |  |       |  |  |                 |  |  |                               |  |
|                                 |                              | …                           | …                                  |  |  |       |  |  |                 |  |  |                               |  |
|                                 |                              | …                           | …                                  |  |  |       |  |  |                 |  |  |                               |  |
| Ḥaṣṣa bt. Aḥmad al-Sudayrī      |                              | …                           |                                    |  |  |       |  |  |                 |  |  |                               |  |
|                                 |                              | ʿAlī b. Muḥammad al-Suwaydī | Muḥammad al-Suwaydī                |  |  |       |  |  |                 |  |  |                               |  |
|                                 |                              | ʿAlī b. Muḥammad al-Suwaydī | Muḥammad al-Suwaydī                |  |  |       |  |  |                 |  |  |                               |  |
|                                 |                              | ʿAlī b. Muḥammad al-Suwaydī | …                                  |  |  |       |  |  |                 |  |  |                               |  |
| Sharīfa al-Suwaydī              |                              | ʿAlī b. Muḥammad al-Suwaydī |                                    |  |  |       |  |  |                 |  |  |                               |  |
|                                 |                              | …                           | …                                  |  |  |       |  |  |                 |  |  |                               |  |
|                                 |                              | …                           | …                                  |  |  |       |  |  |                 |  |  |                               |  |
|                                 |                              | …                           | …                                  |  |  |       |  |  |                 |  |  |                               |  |
|                                 |                              | …                           |                                    |  |  |       |  |  |                 |  |  |                               |  |